# Anton Ari Einarsson
Anton Ari Einarsson (urodzony 25 sierpnia 1994) – islandzki piłkarz grający na pozycji bramkarza w islandzkim Breiðablik.

## Kariera klubowa
Einarson jest wychowankiem klubu Afturelding, debiut w seniorach zaliczył jednak w czwartoligowym Hvíti riddarinn, w którym przebywał na krótkim wypożyczeniu w 2011 roku. W 2014 roku podpisał kontrakt z Valur. Zanim stał się podstawowym golkiperem klubu z najwyższej klasy rozgrywkowej, był wypożyczany do Tindastóll i Grindavík.

## Kariera reprezentacyjna
W 2017 roku został powołany do reprezentacji Islandii na towarzyski mecz z Meksykiem. W kadrze zadebiutował jednak dopiero w styczniu 2018 roku w towarzyskim meczu z Indonezją, w którym zagrał od 46 minuty.

## Sukcesy
- Mistrzostwo Islandii (1): 2017
- Puchar Islandii (2): 2015, 2016
- Puchar Ligi Islandzkiej (1): 2018